# Albert Schatz
Albert Schatz (2 de febrero de 1922 - 17 de enero de 2005), destacado científico que fue con el tiempo reconocido por el descubrimiento de la estreptomicina, antibiótico usado para el tratamiento de la tuberculosis y otras enfermedades.
Nació en Norwich, Connecticut (EE. UU.). Hijo de padres ingleses y judeo-rusos, fue criado en una granja. En 1943 tomó el peligroso trabajo de la búsqueda de un antibiótico para la tuberculosis. Trabajó solo en un laboratorio instalado en un sótano en el Cook College en la Universidad de Rutgers. Luego de tres meses, el 19 de octubre de 1943 aisló dos cepas de actinobacteria, que podían efectivamente detener el crecimiento de ciertas bacterias resistentes a la penicilina.
Originalmente, el descubrimiento de la Estreptomicina le fue acreditado únicamente a su supervisor, Selman Waksman, que llegó incluso a recibir en 1952 el premio Nobel por este motivo. Schatz rechazó drásticamente esta falsa acreditación de méritos e inició un juicio en 1950 contra Waksman, requiriendo su reconocimiento como descubridor de la estreptomicina y reclamando parte de las regalías de su patentes. En un acuerdo extrajudicial estos requerimientos se vieron satisfechos. 
Falleció víctima de un cáncer pancreático en Filadelfia en el año 2005, luego de haber sido reconocido con múltiples premios a lo largo de su carrera. Sin embargo, la fundación Nobel nunca reconoció su error al no incluirle en la entrega del premio.